# Corni, Galați
Corni là một xã thuộc hạt Galați, România. Dân số thời điểm năm 2002 là 2509 người.